# Chiesa di Santa Maria Assunta (Sant'Eusanio del Sangro)
La chiesa di Santa Maria Assunta si trova a Sant'Eusanio del Sangro, in provincia di Chieti, nella centrale piazza Cesare De Titta.

## Storia

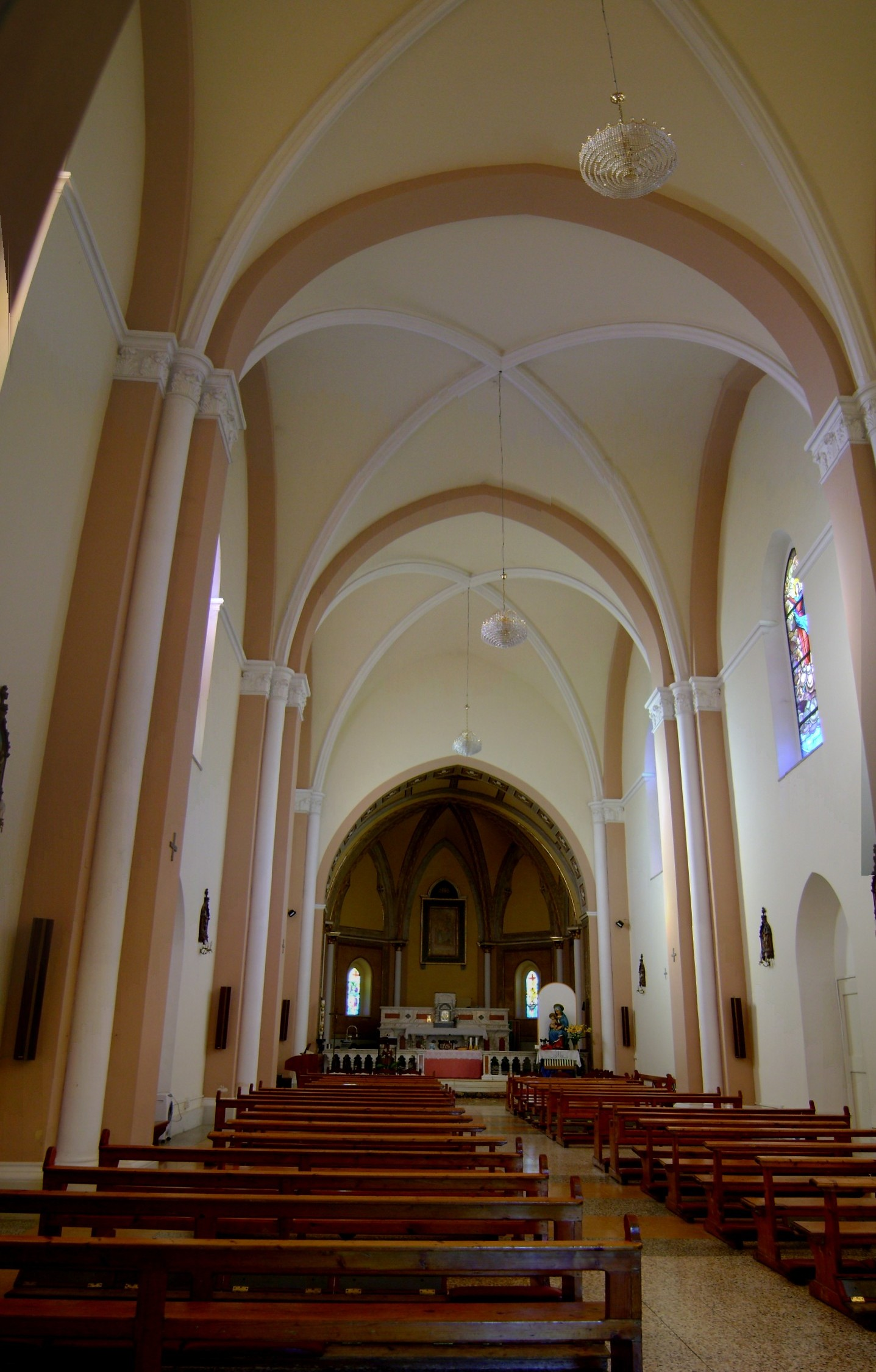
L'interno della chiesa

La chiesa venne edificata agli inizi del XX secolo, su progetto dell'ingegnere lancianese Nicola Villani, con il supporto della partecipazione popolare nella costruzione.
Sul sito dove venne realizzato il luogo di culto preesisteva la cappella Finamore, collegata all'antico municipio e orientata di traverso rispetto all'odierna chiesa. La vecchia chiesa è ancora riconoscibile nella piazza, risalirebbe al XVII secolo, quando come ricorda Corrado Marciani, era di proprietà dei Filippini, da cui il culto in paese per San Filippo Neri. Presso la facciata della vecchia chiesa insiste la lapide ai Caduti della Grande guerra.
La facciata, la prima parte ad essere edificata, è opera degli scultori Nicola De Virgiliis e Giuseppe di Pennapiedimonte.
I lavori si protrassero fino alla fine degli anni Quaranta dello scorso secolo, quando vennero terminate l'abside e la torre campanaria.

## Descrizione

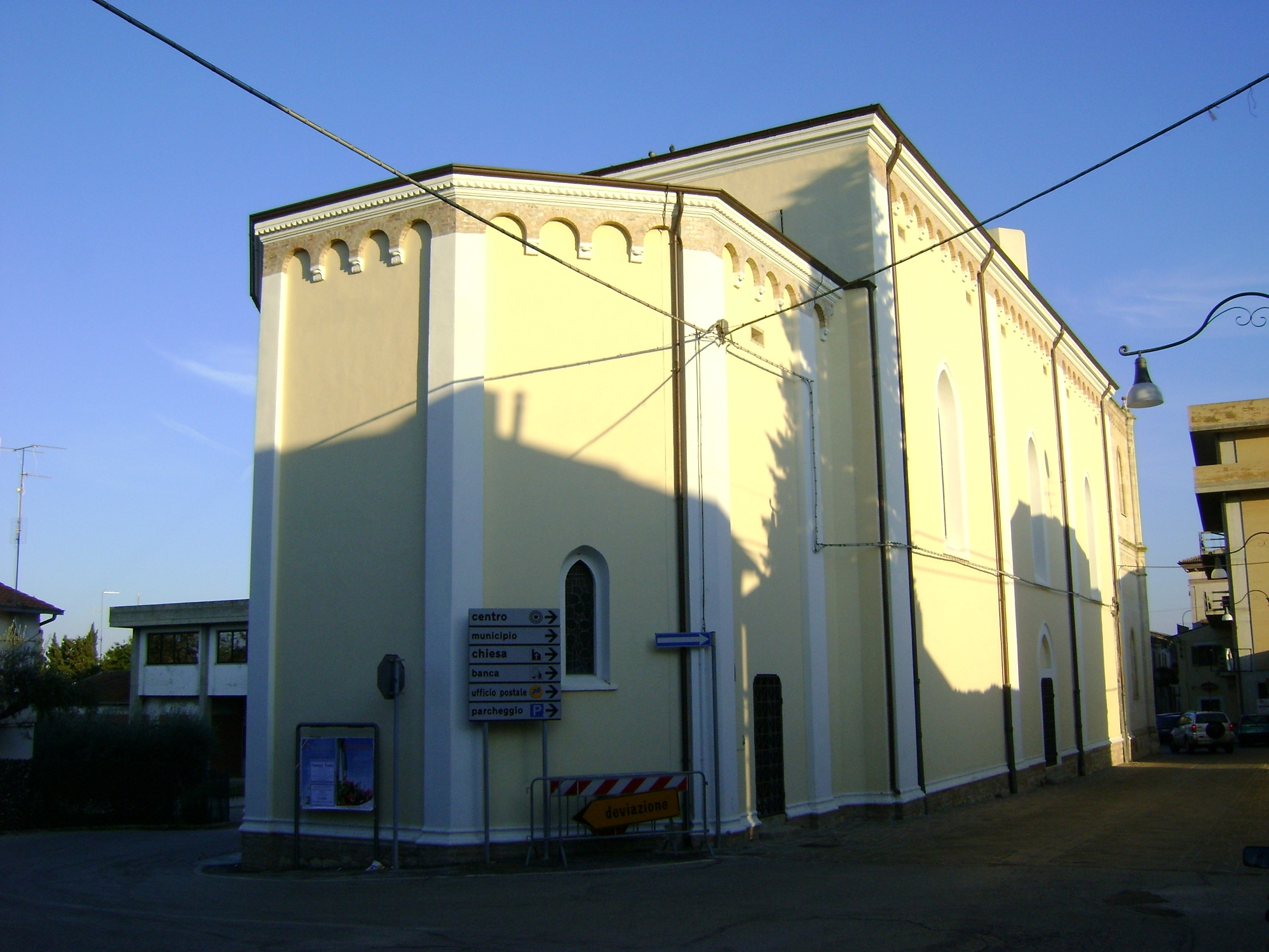
Veduta della fiancata e dell'abside della chiesa, ornate con arcatelle

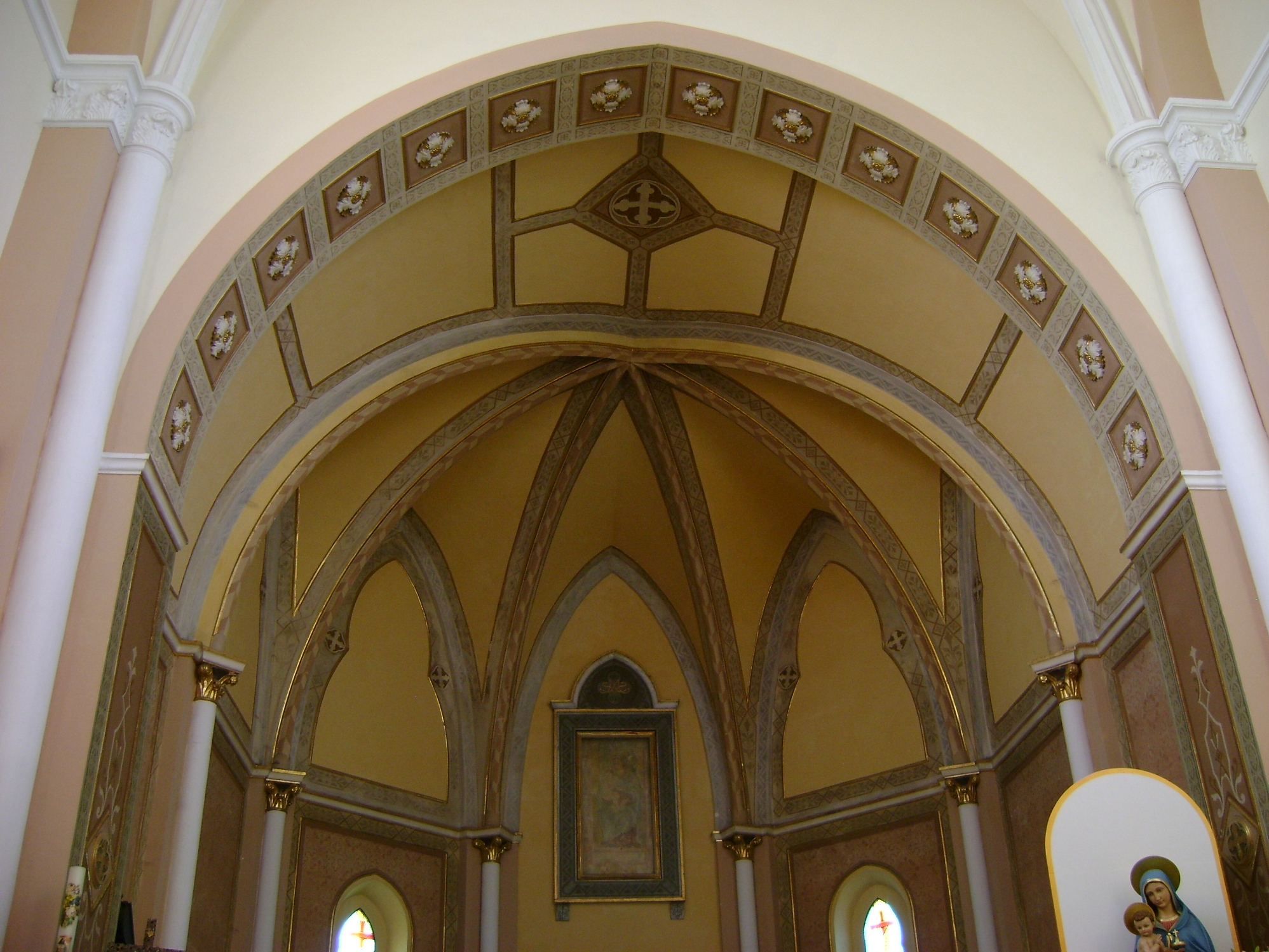
La copertura dell'abside

La facciata è rivestita con lastre di pietra bianca, tipiche dell'architettura neogotica ed è suddivisa orizzontalmente su due livelli, verticalmente su tre.

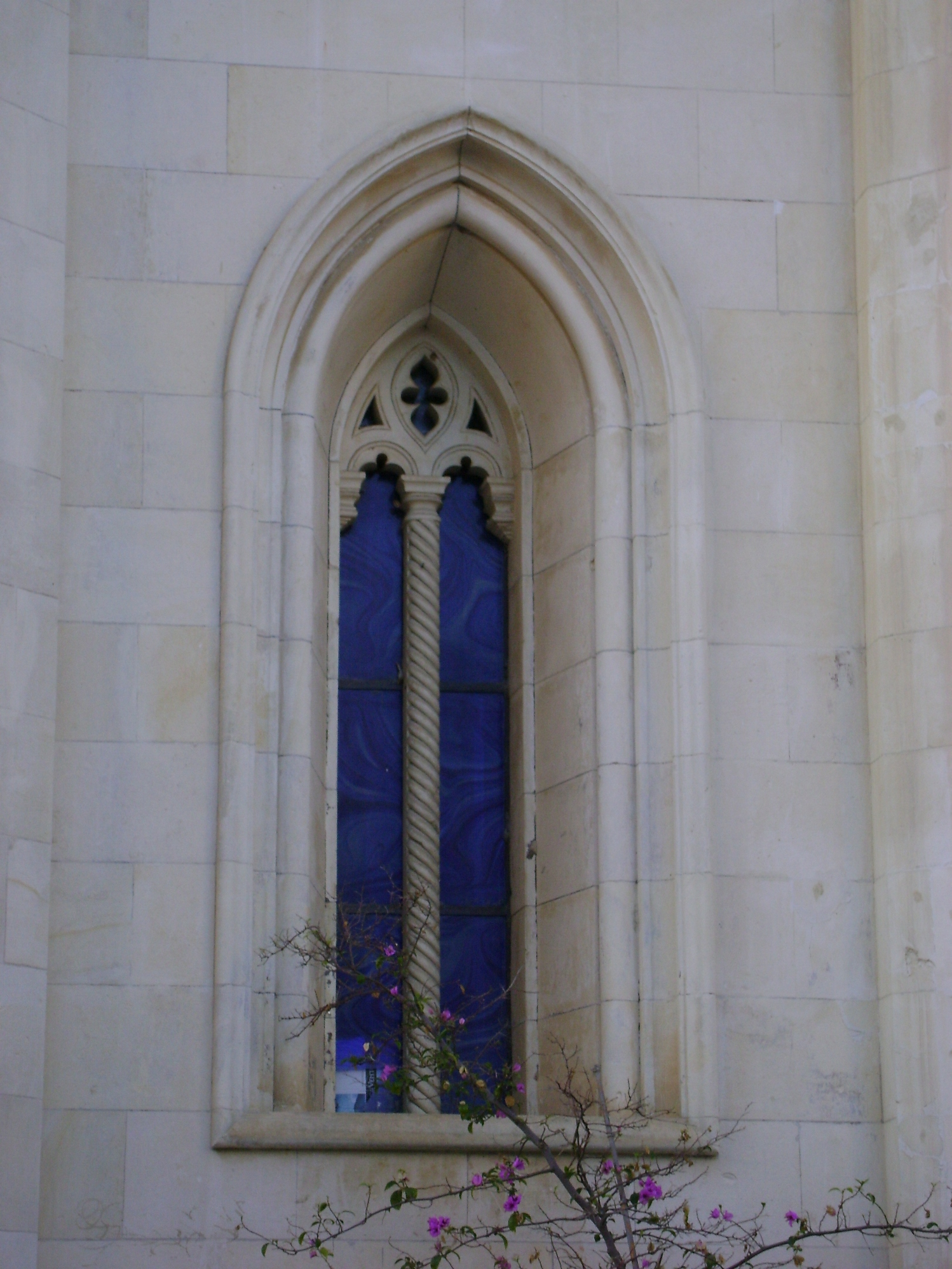
Una bifora gotica della facciata

Il livello inferiore è suddiviso in tre sezioni da quattro pilastri esagonali a trequarti. Nel settore centrale vi è il portale a sesto acuto, con una notevole strombatura. Nei settori laterali vi sono invece delle bifore che riportano i lineamenti del portale. A suddividere i due livelli vi è una cornice marcapiano arricchita con arcatelle cieche, ognuna delle quali sottende una decorazione trilobata. Un motivo simile ad arcatelle è riportato anche lungo i muri perimetrali e l'abside.
I pilastri del livello inferiore proseguono nel settore superiore, scanalati su ogni lato, dando l'effetto del pilastro polilobato e concludendo con una piccola copertura a piramide. Nel settore centrale vi è un rosone strombato, mentre in quelli laterali vi è una coppia di bifore, simili e in corrispondenza di quella del livello sottostante. Il cornicione che conclude il livello superiore è ornato da arcatelle cieche e presenta un profilo ondulato, che nella parte centrale ha forma di una cuspide inflessa, sopra il quale è situata la torre campanaria con orologio a gradoni.
Nei muri laterali vi sono delle semplici finestre a vetrata, da cui filtra la luce per l'interno dell'edificio. Nella parte bassa delle campate vi sono nicchie a sesto acuto e volte a crociera costolonate, sorrette da pilastri polilobati. Gli elementi aggettanti che arricchiscono l'interno e il profilo liscio delle murature sono in forte contrasto cromatico, a causa di una recente tinteggiatura.
Presso la parere dell'altare maggiore c'è un quadro a rilievo della Madonna incoronata Regina dei Cieli, di ambito neogotico. Le statue nella chiesa sono una di cartapesra leccese dedicata al Sacro Cuore, un gruppo della Madonna Addolorata col Cristo morto, una statua di fattura popolare del XVIII secolo dedicata a S. Eusanio martire nelle vesti di vescovo, e una dedicata al San Filippo Neri del XVII secolo. Altre opere sono una statua lignea di S. Antonio abate del XIX secolo, un gruppo della Madonna col Bambino. Presso l'altare maggiore si trova l'icona ad affresco della Madonna di Costantinopoli, opera del XVI secolo, incassata in una nicchia votiva del 1947. L'opera proviene dalla precedente chiesa di San Filippo, demolita nei primi del Novecento, che insisteva sulla piazza.

## Altre foto

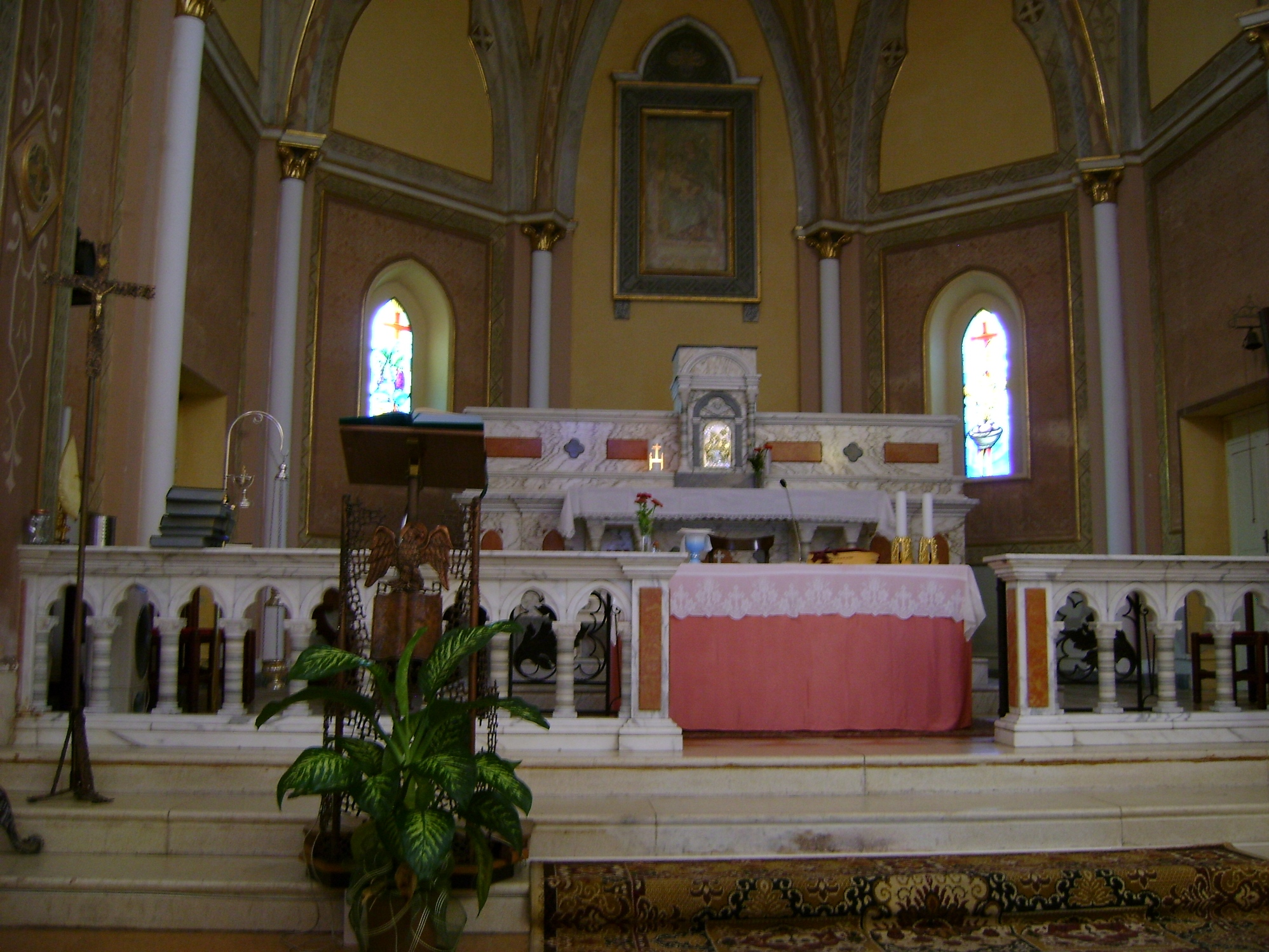
L'altare
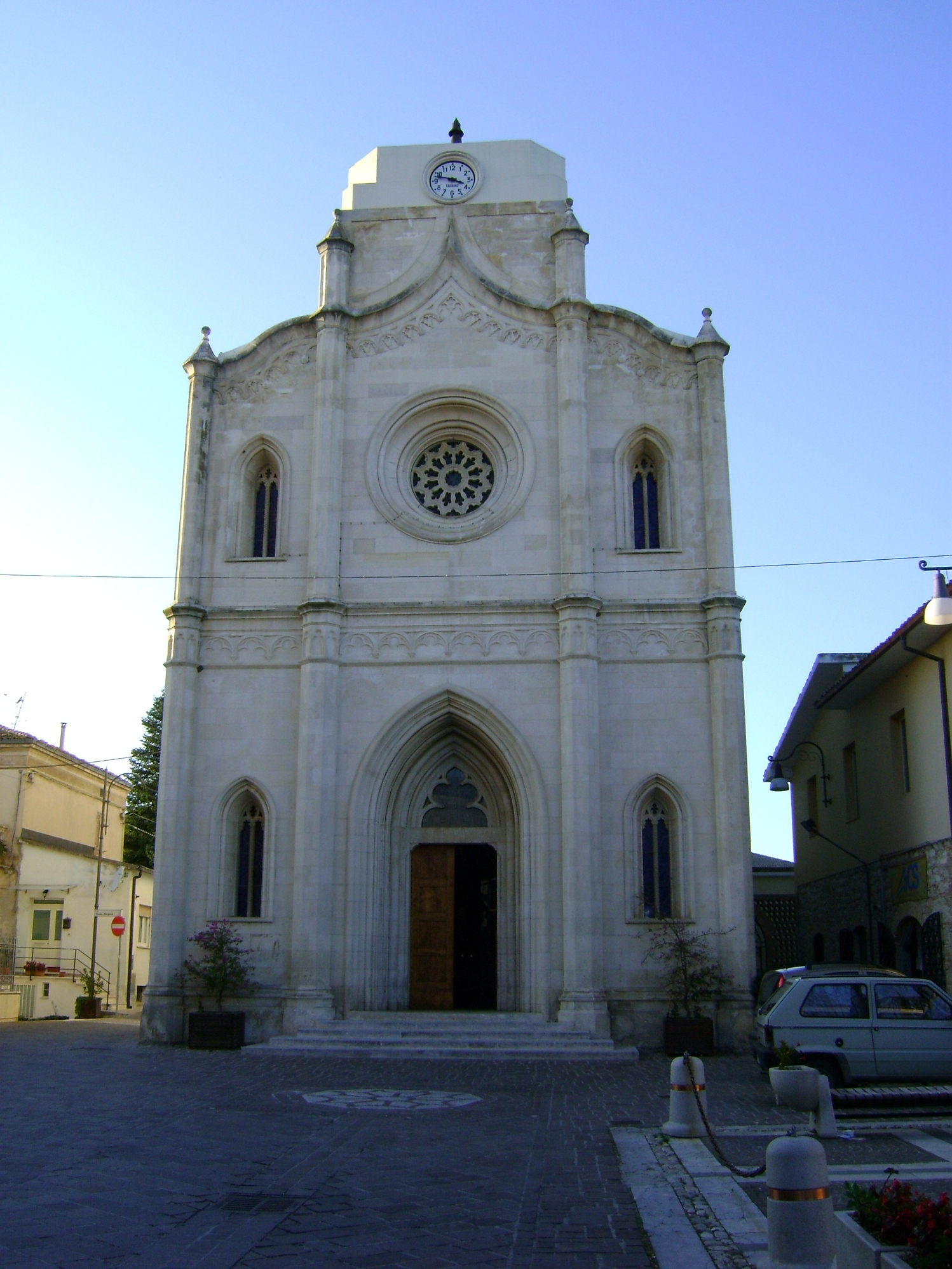
Veduta della facciata
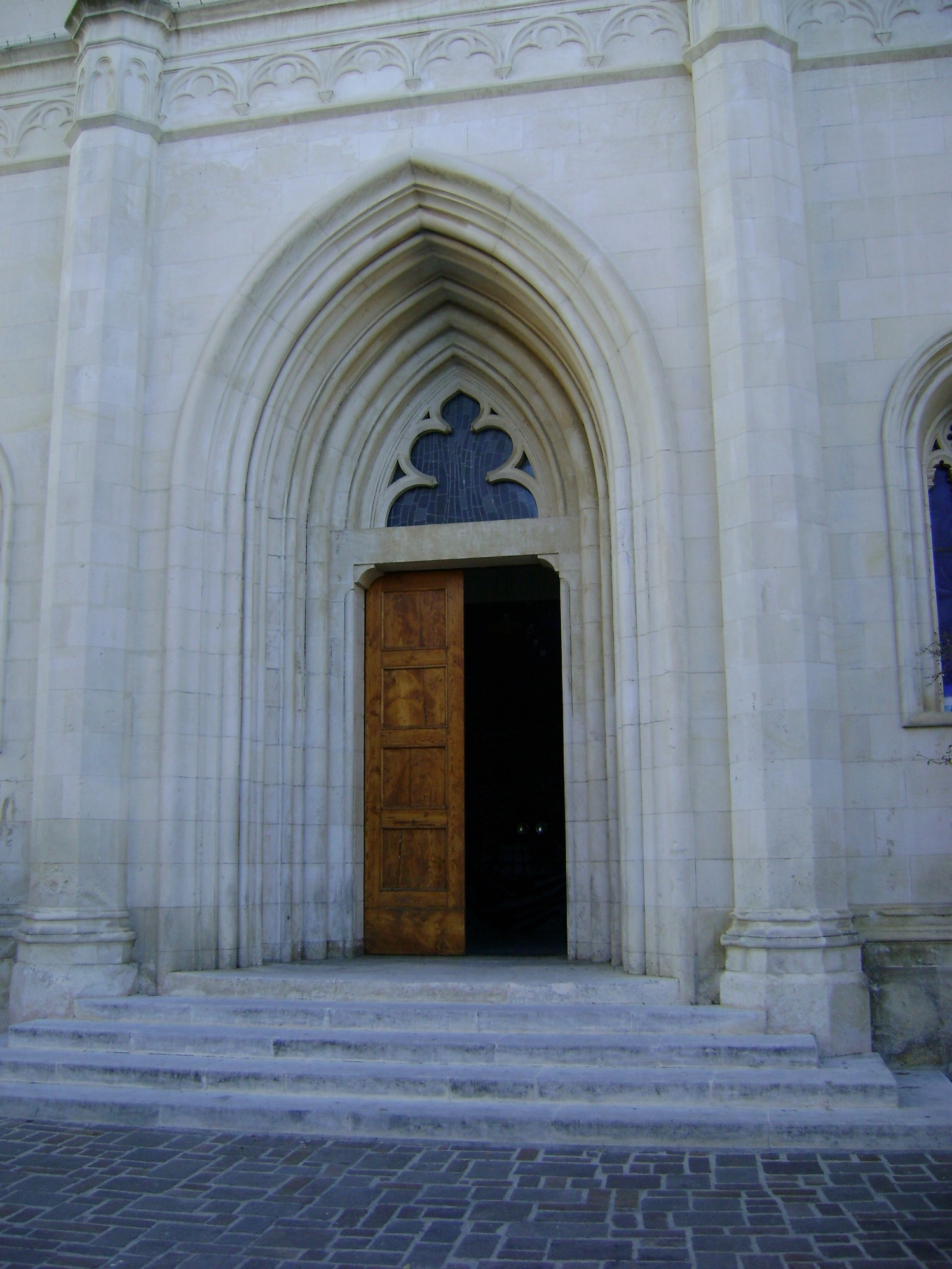
Il portale
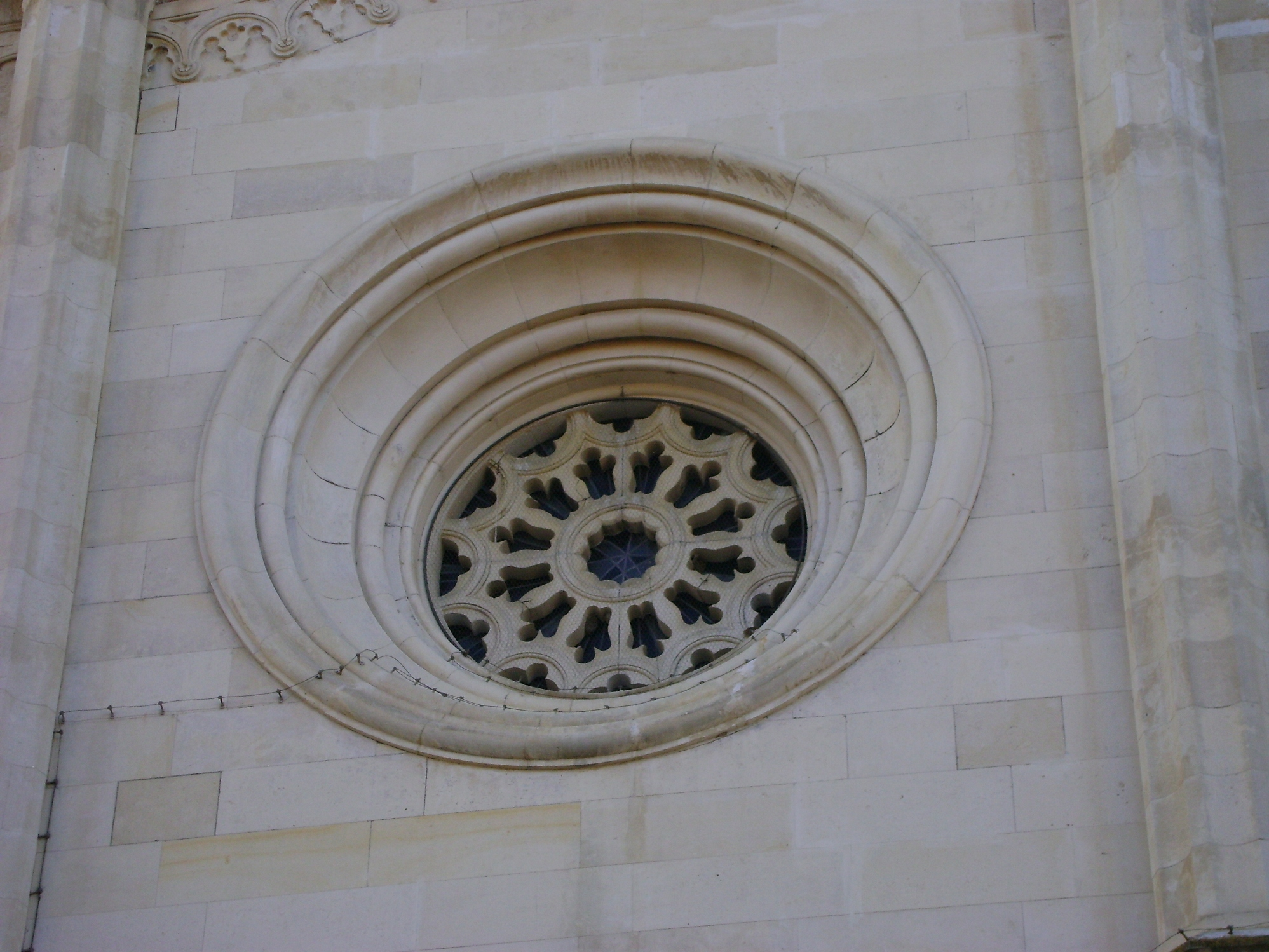
Il rosone